# Постмодерн
Постмоде́рн, или постсовреме́нность — одно из главных понятий современной социальной теории, описывающее незавершённый исторический период с момента начала размывания основ индустриального общества.

## Общая характеристика
Постмодерн связывается с отрицанием и преодолением социальной организации, присущей обществу так называемой эпохи модерна или модернити (нем. Moderne, англ. Modernity, фр. Modernité), акцентирует разрыв со временем модерна. Термин «эпоха модерна» не имеет точной связи с конкретным историческим периодом и зачастую применялся для описания различных временных отрезков. Во времена Просвещения модерном называли возникающий индустриальный порядок, который противопоставлялся феодальным обществам. Одни авторы относили начало эпохи модерна в Европе к концу XVII века, другие, как, например, А. Тойнби, — к более раннему времени (вплоть до XIV века). Аналогичным образом трудно выделить период постмодерна, иногда его рассматривают широко.
В современной социологии некоторые черты эпохи модерна, например, динамизм, ориентацию на постоянные социальные изменения (А. Турен), переносят и на постмодерн, который, соответственно, рассматривается как время динамичного роста разнообразия и плюрализма в обществе и культуре. Постмодерн предполагает отказ от господства тотальности и единообразия, от приоритета экономического принципа полезности; признание альтернативности социального прогресса; уменьшение роли массовых социальных движений; возникновение новых ценностей, мотивов и стимулов, ориентированных на культуру, а не на материальное производство, которое рассматривается как производство символов или знаков (Ж. Бодрийяр).
Сторонники постмодерна считают его постэкономической эпохой, в которой преодолены прежние формы индустриального общества: массовое потребление и товарное индустриальное производство, фордизм; человек более не рассматривается как составной элемент в системе экономического производства. Исходя из этих посылок эпохе постмодерна зачастую приписывают рост внутренней человеческой свободы, преодоление отчуждения, некоторое освобождение индивида от власти экономических и политических структур. Если для модернити характерно господство европейской культуры, то в эпоху постмодерна происходит упадок моделей национального государства и отказ от европоцентризма; постмодерн имеет глобальный масштаб.
Марксистский теоретик Дэвид Харви считает, что постмодерн является антитезисом позитивизму и рациональности модерна, который претендовал на универсальность и отличался верой в линейный прогресс, рациональным планированием идеальных социальных порядков, стандартизацией знания. Постмодернизм, согласно Харви, отдаёт предпочтение различию, фрагментации, отсутствию определённости, для постмодерна характерно недоверие ко всем универсальным и тотализирующим дискурсам. Постмодерн свидетельствует о смерти метанарративов, террористические функции которых предполагали легитимизацию иллюзии универсальности человеческой истории. Харви, чтобы описать специфическое отношение постмодерна к предшествующей интеллектуальной парадигме, ссылается на Терри Иглтона, который считает, что теперь мы находимся в процессе пробуждения от ночного кошмара модерна с его манипулятивным разумом и фетишем тотальности и переходим к невозмутимому плюрализму постмодерна, этого гетерогенного ряда жизненных стилей и языковых игр. Согласно Иглтону, наука теперь должна избавиться от своих грандиозных притязаний и посмотреть на себя более скромно — как на очередной набор нарративов.

## История термина
По всей видимости, первым термин (в форме postmoderne mensch) в 1917 году использовал немецкий философ Рудольф Панвиц в своём эссе «Кризис европейской культуры». В научный оборот термин «постмодерн» был введён в середине 1950-х годов. Ранее А. Тойнби (1939) связал постмодерн с периодом после Первой мировой войны, а затем (1946) отнёс его возникновение к 1870-м годам. П. Друкер и Ч. Р. Миллс в 1950-е годы использовали альтернативный термин «post-modern order». Впоследствии понятие «постмодерн» стали использовать в исследованиях культуры и общества (работы Ч. Дженкса, Л. Фидлера, Ж.-Ф. Лиотара, Ж. Бодрийяра, И. Хассана и других в области архитектуры, искусства, литературы, социальной психологии, лингвистики и символических систем).

## Критика
Выделяются три этапа критики концепции постмодерна. Первоначально, с конца 1970-х по середину 1980-х годов, имели место попытки заменить «постмодерн» термином «модернизация»; с этой точки зрения, модернизация являлась процессом строительства общества постмодерна. В дальнейшем произошло отождествление понятий модерна и постмодерна, в результате модернити была ограничена временем до конца XIX века, модернизм — концом XIX и первой половиной XX века. Постмодерн стали рассматривать как завершающий период индустриального общества. Наконец, было предложено отказаться от понятия постмодерн в пользу «радикальной модернити» (Э. Гидденс), нового конституирования модерна (Б. Смарт) или продолжающейся модернити — «модернити-для-себя» (англ. modernity for itself) (З. Бауман).